# Imagine Cup

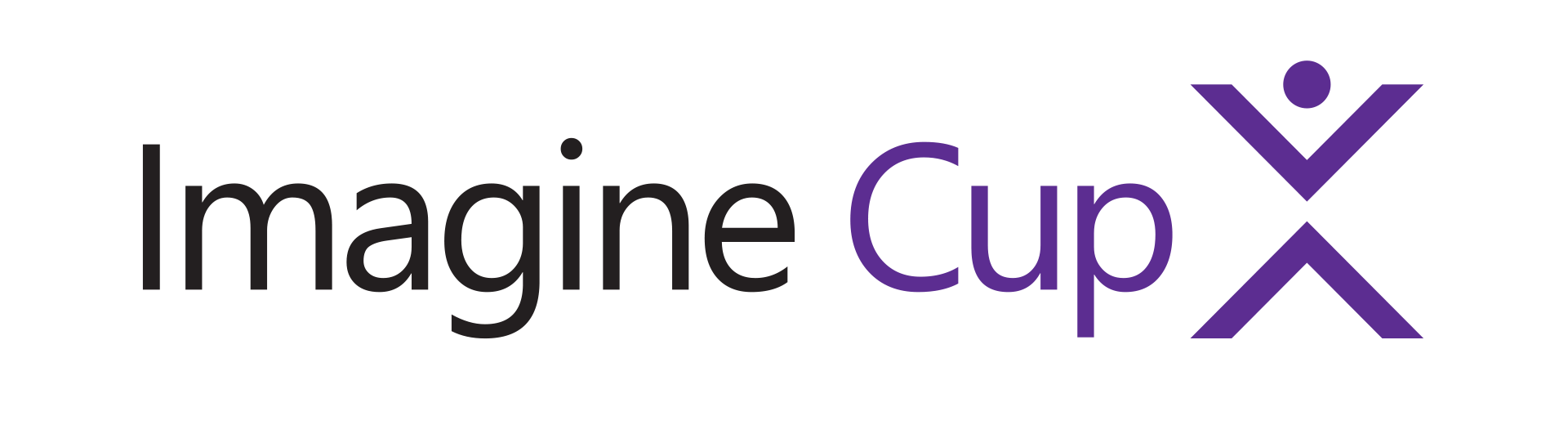

Microsoft Imagine Cup — международный технологический конкурс среди студентов и старшеклассников, проводимый при поддержке Microsoft и других высокотехнологичных компаний. Конкурс проводится по разным категориям в два этапа — региональные туры и международный финал. Конкурс впервые прошёл в 2003 году, а в 2013 собрал более 25 000 активных участников из 71 страны.

## Конкурс
Imagine Cup состоит из трёх проектных конкурсов и многочисленных заданий (challenges), целью которых является создание инновационных проектов и приложений. Конкурс длится один год и в нём могут принять участие школьники, студенты и аспиранты из разных стран мира, в команде либо в одиночку. Главным заданием участников является разработка идеи и создание её прототипа с помощью современных информационных технологий.
Imagine Cup проходит в несколько этапов, включая местные, региональные и/или онлайн-конкурсы, а также Международный финал. Все представленные на конкурс проекты оцениваются по шести критериям: актуальность задачи, инновационность решения, практическая значимость, качество проектирования, реализация решения и презентация проекта.
Подать заявку в качестве одной команды имеют возможность до четырёх квалифицированных участников. Кураторами (mentor) команд и участников могут выступать представители учебных заведений, некоммерческих организаций или частных компаний. Члены одной команды могут быть из различных учебных заведений и стран.

## Категории соревнования
Соревнования Imagine Cup проходят в трёх основных категориях:
Вручение специальных призов в рамках Imagine Cup (11 июля 2013 года)
Социальные проекты
В конкурсе социальных приложений Imagine Cup рассматриваются приложения и программные системы, решающие важные проблемы современности. Перспективными в этой категории являются приложения для решения насущной социальной или медицинской проблемы, повышения уровня образования, развития технологии. В категории оценивается как само приложение, так и значимость решаемой проблемы, и эффективность решения.
Игры
В этой категории соревнуются игровые проекты для мобильных устройств, приставки XBox, браузерные и инсталлируемые на таких игровых платформах Microsoft: Windows, Windows Phone, XBox Indie Games, Kinect SDK. Тема и контент игры определяется самими участниками, но они должны соответствовать подростковой аудитории. На оценку работ в этой категории влияют инновационность игры, качество проработки графики и звука, продуманность сценария, игровая динамика и потенциал его коммерциализации.
Инновационные проекты
В этой категории рассматриваются наиболее инновационные приложения и программные системы, созданные с помощью таких инструментов и технологий Microsoft, таких как Windows, Kinect, Windows Phone, ASP.NET, XBox, облако Windows Azure или др. Жюри оценивает инновационность, оригинальность, влияние проекта на общество и размер потенциальной аудитории, а также бизнес-составляющую проекта.

## История
Соревнования Imagine Cup проводятся с 2003 года. Тогда в них приняли участие около 1000 участников из 25 стран и регионов, а в 2013 году соревнование привлекло 25 000 активных участников из 71 страны. В каждом году определяется новая тема конкурса (она может быть назначена на несколько лет), а Международные финалы конкурса проходят в разных странах мира.
- 2003: Барселона, Испания — Тема: Связь между людьми, информацией, системами и устройствами на основе веб-сервисов и .NET.
- 2004: Сан-Паулу, Бразилия — Тема: Представьте мир, в котором умные технологии делают повседневную жизнь легче.
- 2005: Иокогама, Япония — Тема: Представьте мир, в котором технологии разрушает границы между нами.
- 2006: Агра и Дели, Индия — Тема: Представьте мир, в котором технологии позволяют жить более здоровой жизнью.
- 2007: Сеул, Республика Корея — Тема: Представьте мир, в котором технологии открывают всем и каждому путь к лучшему образованию.
- 2008: Париж, Франция — Тема: Представьте мир, в котором технологии помогают поддерживать стабильную окружающую среду.
- 2009: Каир, Египет — Тема: Представьте мир, в котором технологии позволяют решить наиболее трудные проблемы современности.
- 2010: Варшава, Польша — Тема: Представьте мир, в котором технологии позволяют решить наиболее трудные проблемы современности.

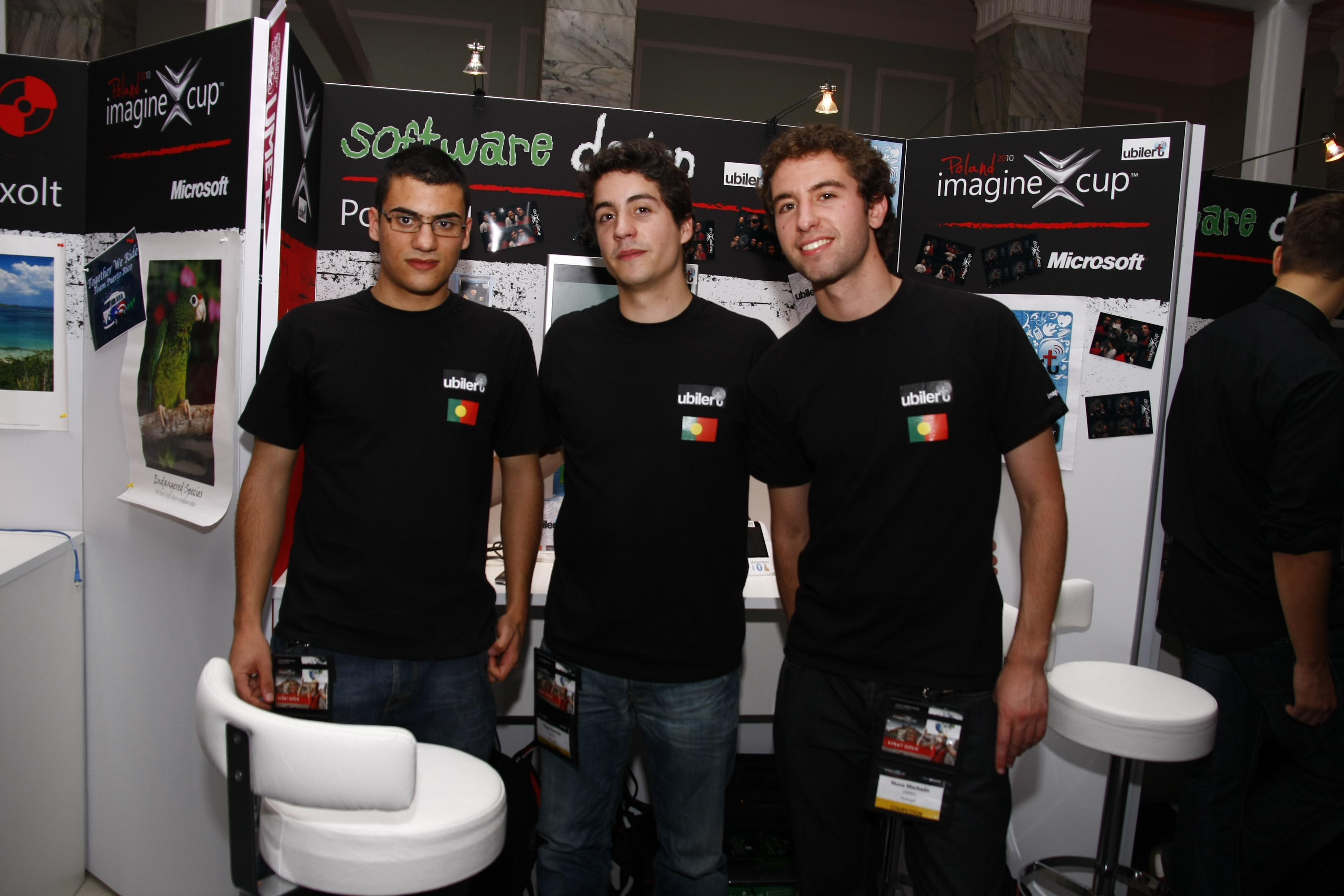
Одна из команд, участвовавших в конкурсе (Португалия), 2010

- 2011: Нью-Йорк, США — Тема: Представьте мир, в котором технологии позволяют решить наиболее трудные проблемы современности.
- 2012: Сидней, Австралия — Тема: Представьте мир, в котором технологии позволяют решить наиболее трудные проблемы современности.
- 2013: Санкт-Петербург, Россия — Тема: Все мечты приветствуются.
- 2014: Сиэтл, США — Тема: Представьте мир, в котором технологии позволяют решить наиболее сложные проблемы современности[3].

## Международный финал Imagine Cup 2013 в Санкт-Петербурге
В 2013 году мировой финал Imagine Cup 2013 прошёл в Санкт-Петербурге в рамках Международной молодёжной недели инновационных информационных технологий. Событие собрало более 300 студентов из 71 страны мира. В течение двух дней команды презентовали проекты международному жюри, в которое вошли разработчик компьютерных игр, создатель «Тетриса» Алексей Пажитнов, старший исследователь Microsoft Research Билл Бакстон, вице-президент, организатор выставок «Технического музея инноваций» Лэт Карлсон и др.
По итогам соревнований победителями конкурса в категории «Инновации» стала команда из Великобритании Colinked c проектом SoundSYNK, который объединяет людей с помощью социальной сети, посвящённой музыке и основанной на близости интересов. В категории «Социальные проекты» победила работа португальской команды For a Better World — портативный образец, способный спасти жизнь людям, которым требуется переливание крови при несчастном случае, за пять минут определяя группу крови пациента. В категории «Игры» победила австрийская команда Zeppelin Studio с игрой на основе пазлов, в которой свет является ключевым элементом игрового процесса.
Россию в мировом финале представляли три команды: Gesis, разработавшая систему на основе сенсора Kinect для реабилитации детей с заболеванием центральной нервной системы и опорно-двигательного аппарата, Out of focus с системой Kinect Magic для создания инновационных презентаций и спектаклей, а также Quad Damage с игрой Lasercraft, использующей Windows Phone и специализированное устройство с инфракрасной пушкой и жилетом для создания подвижных игр в городской среде.

## Победители конкурса[3]
| Год  | Страна         | Команда                                                                                                |
| ---- | -------------- | --- |
| 2004 | Франция        | команда EPITA — Эмерик Гора Апелли, Франсуа Боссье, Гийом Бельма и Винсент Вергонжан                   |
| 2005 | Россия         | команда OmniMusic — Станислав Воног, Николай Сурин, Александр Попов и Руслан Гильфанов                 |
| 2006 | Италия         | команда Even — Джорджо Сардо, Массимо Патерностер, Сильвия Перроне и Андреа Соссич                     |
| 2007 | Таиланд        | команда 3KC — Прачая Пхайсанвипхатпонг, Васан Чинманитависин, Чатупон Суккасем, Патхомпол Сенг-Урайпон |
| 2008 | Австралия      | команда SOAK — Дэвид Бьюрелл, Эдвард Хупер, Димаз Прамудня и Лун Чжэн                                  |
| 2009 | Румыния        | команда Sytech — Адриан Бузгар, Калин Журавль и Андреас Ресиос                                         |
| 2010 | Таиланд        | команда Skeek — Критхи Сириситх, Пичай Содсай, Занасунн Дилопинтнун и Нонтват Сричад                   |
| 2011 | Ирландия       | команда Hermes — Джейм МакНамара,                                                                      |
| 2012 | Украина        | команда quadSquad — Валерий Ясаков, Антон Постерников, Антон Степанов и Максим Осика                   |
| 2013 | Великобритания | команда Colinked — Эдвард Ноэл, Роберт Паркер, Александр Боченский, Джонатан Нойман                    |
| 2014 | Австралия      | команда Eyenaemia — Джаррел Сиа, Дженнифер Тенг                                                        |

## Достижения российских команд
В 2004 году российская команда Inspiration завоевала серебро в Imagine Cup в категории Software Design. В команду вошли студенты Московского физико-технического института Тарас Кушко, Николай Сурин, Станислав Воног и Константин Жереб. Главной целью их проекта — ICE (Inspirational Classroom Environment) — стала разработка среды, которая способствовала бы активному, совместному и персонализированному обучению.
Российская команда OmniMusic, в состав которой вошли Станислав Воног, Николай Сурин, Александр Попов и Руслан Гильфанов, стала победителем Imagine Cup 2005. Их проект был создан, чтобы объединить музыкантов в сообщество, найти исполнителей с похожими навыками и интересами, а также принять участие в исполнении в реальном времени за счёт многоадресной IP-передачи. Также в 2005 году команда MAILabs из Московского авиационного института, представившая систему Fibra — инструмент для описания, анализа и оптимизации интеллектуальных бизнес-процессов, заняла второе место в номинации Office Designer.
В 2010 году команда Московского городского педагогического университета (МГПУ), в которую вошли Виктор Юренков, Алексей Кащеев и Екатерина Фролова, заняла второе место в категории «Встраиваемые системы» с проектом «Робоняня».
В мировом финале Microsoft Imagine Cup 2014  Brainy Studio заняла первое место в номинации «Игры». Команду представляли Александр Фролов, Евгений Ромин, Илья Антонов и Никита Галкин. Ещё одним их достижением стала победа в конкурсе поддержки разработчиков AppCampus Award и получение денежной награды для обучения бизнес-навыкам в Финляндии.